# Марш Турецького
Марш Турецького — російський телесеріал 2000 року за книгами Фрідріха Незнанського, об'єднаних одним героєм — Олександром Турецьким.
Олександр Борисович Турецький — слідчий з особливо важливих справ Генеральної прокуратури Росії. Крислатий капелюх, світські манери, шарм, талант сищика — все це відмінні риси справжнього героя наших днів, сміливого і рішучого слідчого Турецького.
Втім, джентльменський набір «західного» детектива не заважає Турецькому йти по сліду в багні та мочарами російських доріг, які, як відомо, ведуть у найвищі кабінети. Корумпованою Росією — країною фінансових афер, біржових махінацій та кривавого криміналу успішно правлять банкіри, депутати і пахани до тих пір, поки не з'являється Турецький. Його не можна обдурити, підкупити або шантажувати, тому що він дуже розумний, занадто незалежний і дуже чесний. Невразливий Турецький просто виконує свій обов'язок.
Всього вийшло чотири сезони цього детективного серіалу.

## Сюжет
У кожній серії слідчий з особливо важливих справ Генеральної прокуратури Російської Федерації Олександр Борисович Турецький разом зі своїми друзями розслідують гучні кримінальні справи, серед яких — вбивства, афери, розбійні напади, катастрофи.

### Марш Турецького (2000)
Старший слідчий прокуратури з особливо важливих справ Олександр Турецький розкриває найбезнадійніші справи і витончені злочини. Турецький розумний, не знає страху і компромісів, він — професіонал високого класу. Найзухваліші і самовпевнені злочинці не зможуть довести свої підступні плани до кінця, якщо вони грають проти Турецького.
Серії:
Вбивство на Неглинній (2 серії)
Скандальне вбивство серед білого дня в самому центрі Москви, віце-прем'єра Росії може принести Олександру Турецькому генеральські погони — якщо, звичайно, слідчий-«важняк» до цих погонів доживе. Що, по ходу розслідування, викликає великі сумніви…
Вбити ворона (4 серії)
Сотні людей загинули при загадкових обставинах. Що це? Нещасний випадок? Трагічна катастрофа? Олександр Турецький, якому доручено розслідування, дедалі більше переконується: це — злочин. Злочин не просто жорстокий, розсудливий і продуманий, але і вкрай дивний. Можливо, найдивніший і незвичайніший з усіх, з якими слідчому — «важняку» доводилося стикатися раніше…
Небезпечно для життя (2 серії)
Розслідуючи справу про нібито невмотивоване вбивство свого колеги, старший слідчий з особливо важливих справ при Генеральній прокуратурі Росії О. Б. Турецький несподівано виходить на виробників нового наркотику. «Важняк» з'ясовує, що в його виробництві і поширенні зацікавлений хтось, що знаходиться на вищих державних постах.
Синдикат кілерів (3 серії)
У Москві оголошено полювання на банкірів і великих чиновників. За даними Генеральної прокуратури, відстріл «еліти», що прокралась, ведуть два конкуруючі угруповання. Одне складається з колишніх працівників спецслужб, інше з кримінальників, які вирішили прибрати до своїх рук чужий легальний бізнес. Хто — кого, а між ними Турецький…
Ліки для небіжчика (2 серії)
Видний підприємець застрелений на власній дачі, буквально на очах у десятка професійних охоронців. Ніяких доказів. Ніяких слідів убивці. Плутані, суперечливі свідчення свідків. «Важняк» Олександр Турецький знаходить одну-єдину зачіпку. Тільки одну. Але нитка від неї починає тягнутися все далі, поступово розмотуючи одну з найдивніших і загадкових справ за всю історію його кар'єри. Справа, в якій немає другорядних деталей. Зовсім неймовірна річ, в якій ключем до розгадки злочину може виявитися будь-яка випадкова дрібниця…
Небезпечне хобі (2 серії)
Відомий московський колекціонер живопису убитий у власній квартирі. Викрадені найцінніші твори його колекції. Немає ні свідків, ні доказів. Злочин здається безнадійно нерозкривним, і тоді за розслідування вбивства береться Олександр Турецький.
Нічні вовки
Страшний кривавий слід залишає за собою банда «Нічних вовків», ватажку якої невідомі страх і докори сумління. Однак тепер в боротьбу зі злочинцями вступає група «Пантера», очолювана слідчим з особливо важливих справ Олександром Турецьким. Бандити впевнені у своїй безкарності, вони зухвалі й жорстокі. Боротьба буде довгою, запеклою та кривавою.
Нашийники для вовків (2 серії)
В автомобільній катастрофі гине невідомий. За твердженням вдови, це знаменитий телепродюсер. Звичайний, здавалося б, нещасний випадок тягне за собою серію загадкових вбивств… За справу беруться старший слідчий при Генеральному прокурорі РФ Турецький і його колеги з МУРу.
Брудні ігри (2 серії)
Один за іншим від рук невідомих кілерів гинуть знамениті в недавньому минулому спортсмени, які стали успішними бізнесменами. Розслідування цих гучних справ доручено Олександру Турецькому, який приходить до висновку, що життя спортивних зірок у наш час — це суцільний ланцюг закулісних протиборств, що нерідко закінчуються смертельним результатом.
Контрольний постріл (2 серії)
По Росії прокотилася хвиля вбивств найбільших банкірів. Що це — таємна війна фінансових угруповань, яка виплеснулася наверх? Чи бандитські розборки? А може бути, боротьба за політичну владу? Залучений до розслідування слідчий Турецький. Його версія — остання виявляється єдино вірною. Але перш ніж у справі ставиться крапка, відбувається безліч подій: відбувається замах на самого слідчого з особливо важливих справ, гине керівниця МУРу Олександра Іванівна Романова.

### Марш Турецького-2 (2001)
Другий сезон серіалу майорить новими і небезпечними пригодами, заплутаними справами і зухвалими злочинами. Але слідчий Турецький залишається все також зосередженим і налаштованим на позитивний результат — зловити злочинця. З кожним кроком він буде просуватися все ближче і ближче до розгадки.
Серії:
Секретна співробітниця (2 серії)
У Підмосков'ї, на березі річки, знайдений у шоковому стані хлопчик у лікарняному одязі. Одночасно в Генпрокуратуру Росії приходить лист від професора Ленца, що повідомляє про криваві злочини, які відбуваються в одній із секретних лабораторій. Подібні заклади займаються трансплантацією людських органів. Вкрай заплутана справа доручається Турецькому і його друзям з Генеральної прокуратури і Московського карного розшуку.
Перебіжчик (2 серії)
Син великого бізнесмена, пов'язаного з кримінальним світом, звинувачується в зберіганні наркотиків. Батько прикладає максимум зусиль, щоб не довести справу до суду, так як скандал може відлякати від нього іноземних ділових партнерів. Колишній слідчий Генеральної прокуратури Росії Ілля Петров, колега і соратник Турецького виступає захисником цього юнака. В результаті Гордєєв виявляється в центрі кримінальної «розбірки», в якій беруть участь корумповані чиновники вищих гілок державної влади.
Ціна життя — смерть (2 серії)
Відомий професор медицини, керівник клініки Сахнов гине в автомобільній катастрофі при загадкових обставинах. Потім зникає син міністра Промислова. Меркулов підключає сищиків з агентства «Глорія» до пошуку зниклого хлопчика. У ході розслідування Турецький зустрічається з журналістом, який написав замовну статтю про Промислова-молодшого. Виявляється, хлопчик був наркоманом. Незабаром вбивають і журналіста. У готелі «Метрополь» знайдено труп комерсанта Дмитра Коржевського, який прибув до Росії з-за кордону. Нитки злочину ведуть до співробітниці клініки Сахнова — якоїсь Божени. Саме з нею і зустрічається Турецький…
Мертвий сезон в агентстві «Глорія» (2 серії)
Німецького бізнесмена знаходять мертвим у замкненому номері розкішного московського готелю. Вбивство з метою пограбування? Замовне вбивство? Міліція починає перевіряти всі можливі версії. І незабаром стає відомо, що ця людина зовсім не багатий бізнесмен, а відомий у минулому шахрай, до того ж зі звучним вірменським прізвищем. Так починається нова справа охоронного підприємства «Глорія». Розслідування вбивства бідолашного німецького «псевдобізнесмена» стає подією державної ваги. За підтримки влади міліції вдалося вийти на злочинців, які зробили собі величезні статки на скарбах Гохрана, — зберігача і збирача російських коштовностей.
Абонент недоступний (2 серії)
Здійснено гучне замовне вбивство — в своєму автомобілі підірваний відомий бізнесмен, колишній генеральний директор концерну «Інтерзв'язок» Володимир Волков. Заарештований нинішній директор концерну Віталій Проскурець. Захищати його береться адвокат Ілля Петров. Турецького усувають від справи, але він починає проводити власне розслідування. Незабаром з'ясовується, що всі розмови Петрова по стільниковому телефону кимось прослуховуються, що будинок Аліка — комп'ютерника, до якого за допомогою звернувся Турецький, скоєно напад, а самого Аліка розшукують за вбивство. Крім того, викрадена дочка Волкова — Лена, а на самого Турецького в прокуратуру прийшла анонімка з обвинуваченням у хабарництві. Тим часом, Аліку, ховається на квартирі Турецького, вдалося запеленгувати розташування лабораторії, звідки ведеться «прослушка».
Змова генералів (2 серії)
У Російській державній бібліотеці відбуваються незрозумілі і трагічні події: гинуть співробітники, пропадають безцінні книги і рукописи. Слідство по цій справі доручено групі Турецького. Йому вдається обчислити вбивцю, але в останній момент слід губиться — кілера знаходять мертвим. Виникає підозра, що хтось із своїх передає інформацію злочинцям. Але хто саме? Турецькому з Грязновым ще має з'ясувати, хто зрадник, поки ж ця обставина починає сильно гальмувати справу. Ситуація ускладнюється ще й тим, що серед головних підозрюваних виявляється кандидат у президенти Росії. Як протистояти настільки могутнього суперника? Як вести слідство під постійним тиском Кремля? До того ж терміни слідства обмежені і упираються в дату нових президентських виборів. Турецькому до екстремальних умов не звикати, але навіть він опиняється у безвихідному становищі, коли загроза державного змови стає очевидною, а можливість довести її мінімальною. Йому доводиться діяти на свій страх і ризик і піти в саме лігво змовників без прикриття і без зброї.
Прострочена віза (2 серії)
Скоєно злочин, рівного якому за зухвалості не було вже давно. Прямо біля дверей Генпрокуратури розстріляли у власній машині «алкогольного» мільйонера. Олександр Турецький, що веде цю  справу, підозрює, що ключ до розгадки лежить у розмові, яку вбитий вів з прокурором незадовго до смерті. Що саме зі сказаного тоді стало фатальним?
Останній маршал (2 серії)
Вбитий маршал і колишній працівник Радміну. Пропав співробітник ФСБ Анічкін, а разом з ним і дві ядерних валізки — установка «Самум». Незадовго до свого зникнення Анічкін розстріляв одного з двох чеченських бойовиків, яким за завданням генерала ФСБ Петрова він повинен був передати «Самум». Дружина Анічкіна звертається за допомогою до слідчого Турецького. Генеральна прокуратура порушує справу. І незабаром Анічкіна знаходять в Лефортово. Генерал Петров пропонує Турецькому організувати полковнику втечу. Турецький погоджується, але в руки ФСБ підслідного не віддає, а ховає на дачі у Грязнова…

### Марш Турецького-3 (2002)
Хто стріляє останнім (2 серії)
Колишній співробітник НДІ, нині кур'єр маленької московської фірми, Костіков вирішує заробити. За порадою свого знайомого він доставляє вантаж з аеропорту за вказаною адресою, не знаючи, що там знаходяться ампули з препаратом, мають стратегічне значення. Виявляється, за всім цим стоїть потужна злочинна організація. Розірвати цей ланцюжок, безпосередньо зв'язатися з постачальником і замовником задумує кримінальний авторитет угруповання-конкурента Марат. Він доручає своєму помічникові перевірити і сховати вантаж. Помічник дізнається про вміст ампул та усуває експерта — професора Осмоловського. Костіков виявляється випадковим свідком цього вбивства (Осмоловський — його колишній вчитель). Кур'єр вистежує цього помічника і в бійці вбиває його. Переслідуваний бандитами, Костіков ховається, захопивши з собою вантаж з ампулами. Генеральна прокуратура порушує справу за фактом двох вбивств. Докази виводять оперативників на Марата, який вже не раз йшов від органів правосуддя. Але зараз в руках Турецького є докази прямого сприяння авторитету міжнародного тероризму. В цей же час в прокуратуру приходить з повинною Костіков і просить про допомогу. Тепер Турецький повинен не тільки знешкодити пособників терористів, але і захистити невинного і його сім'ю від жорстокої розправи.
Золотий постріл (2 серії)
Громадськість шокована низкою гучних замовних вбивств, які прокотилися по країні. Жертви кілера — великі політики і бізнесмени. Схожі злочини наводять на думку про те, що працює один і той же суперпрофесіонал. Але хто він? Де його шукати? Справа заходить у глухий кут — жодних доказів, жодних зачіпок. Тоді Генпрокуратура підключає до розслідування Олександра Турецького. Йому вдається з'ясувати деякі дані про особу ймовірного злочинця, про його минуле життя, про службу в спецпідрозділі і про його «подвиги» в Чечні. Але дивна річ, чим ближче фінал погоні, тим більше співчуття викликає цей «кілер мимоволі». Він вже не здається мисливцем, а більше схожий на жертву.
Є людські жертви (2 серії)
Олександр Турецький отримує нове завдання — розслідувати обставини кривавого побоїща в одному з російських міст. Справа свідомо не обіцяє нічого хорошого, так як за цим стоять могутні люди, які слідують єдиного закону: якщо ворог не продається, його знищують. Вирушаючи в небезпечну відрядження, Турецький не підозрює, наскільки складний «клубок» злочинів йому належить розплутати. Тут і корумпованість місцевої влади, і замовні вбивства, і журналістські розслідування, і кримінальні авторитети на державних посадах, і, як не дивно, любов…
Перевертень (2 серії)
Вбита популярна тележурналістка Олена Ветлугіна. Незадовго до своєї смерті вона готувала сенсаційний репортаж про найманого вбивцю. Турецький, за завданням Меркулова, береться за розслідування цього злочину. Всі докази вказують на кілера на прізвисько Скунс. Однак той особисто дзвонить слідчого і радить шукати іншого підозрюваного. Олександр Турецький збирається поговорити з колишнім коханцем Ветлугіної Максом і юнаків-мужеложцем, з яким журналістка готувала свій репортаж, але їх обох також несподівано вбивають. У машині Макса слідчий знаходить компромат на депутата Придорогу. Турецькому стає ясно, що саме цей державний чиновник і є замовником вбивств.

### Марш Турецького. Нове призначення (2003)
У цьому сезоні Турецькому чекає серйозна робота: розплутати махінації з компроматом, знищити могутні наркокартелі, розслідувати «вбивство» Грязнова, розкрити підступи маклерів російського футболу і розладнати плани глави екстремістської секти. Під загрозу будуть поставлені не тільки кар'єра і добре ім'я Турецького, але і його життя…
Серії:
Трансфер на той світ (2 серії)
Суперзірка російського футболу Максим Борзов готується до переходу в римський «Лаціо». Сума його трансферу є рекордною для Росії і становить десятки мільйонів євро. Під час вечірки з нагоди його від'їзду в Італію Максима намагаються вбити. Молодий чоловік дивом залишається живий. Турецький починає розслідування і насамперед відправляється в лікарню до Максима. Однак його випереджає кілер, найнятий для того, щоб добити Борзова. Лише по чистій випадковості замість футболіста гине людина. Після зустрічі з агентом Борзова і його колишніми одноклубниками Турецький приходить до висновку, що в справі замішана дитяча спортшкола «Авангард», в якій Максим починав займатися футболом. Слідчий завдає візит директору школи, а на зворотному шляху потрапляє в пастку, стикаючись лицем до лиця з кілером…
Кінець фільму (2 серії)
У приватного детектива Дениса Грязнова трапилося нещастя. Загинув один — молодий режисер і сценарист Кирило Медведєв. Він застрелився прямо на знімальному майданчику, показуючи акторові, як потрібно грати сцену самогубства. У Дениса виникає підозра, що хтось підмінив бутафорський пістолет-на справжній, і він починає власне розслідування. Паралельно з ним дізнання по цій справі веде молода і приваблива Ксенія Короленка, слідча РВВС. Денис і Ксенія починають співпрацювати. Незабаром вони приходять до одного і того ж висновку: це не самогубство і не нещасний випадок. Денис припускає, що вбивство режисера пов'язане з фільмом, який він знімав. Картина була заснована на реальних подіях, замішаних на кримінал та великі гроші. У проведенні розслідування Денису допомагає Турецький, так як він був учасником подій, які лягли в основу фільму. Кілька років тому слідчий Турецький закрив кримінальну справу про велику фінансову аферу в зв'язку зі смертю обох підозрюваних (прототипів героїв картини). Щоб обчислити вбивцю Медведєва, Денису Турецькому доводиться довести до кінця розслідування цього старого справи.
Іржа (2 серії).
Державна комісія на чолі з незалежним депутатом Вороновим розслідує справу про приватизацію великого металургійного комплексу концерном «Ітекс». Але, коли співробітники отримують практично всі докази незаконної приватизації, помічника депутата Воронова — Віктора Мохова — знаходять мертвим на березі річки. Слідчому Генеральної прокуратури Олександру Турецькому доручено провести розслідування. Першим ділом він зустрічається з головою концерну «Ітекс», який вважає вбивство провокацією. Компанія готова всіляко сприяти розшуку злочинця і навіть виплатити нагороду за допомогу в розкритті злочину. У цей момент у справі з'являється свідок — шофер Воронова. По телефону він повідомляє про пістолеті, що зберігається на дачі депутата. Про решту шофер готовий розповісти за винагороду, оголошене «Итексом». Але зустрічі не судилося відбутися: водія знаходять убитим. Після того, що сталося відкриваються несподівані подробиці справи. Воронов розповідає Турецькому, як два роки тому в передмісті Сочі він збив людину на гірській дорозі. Пішохід був сильно п'яний і сам потрапив під колеса. Але і в крові Воронова був виявлений алкоголь. В той день всупереч своїм правилам він випив трохи домашнього вина. Мохов залагодив справу з міліцією і родичами загиблого. Напередодні своєї загибелі помічник намагався шантажувати Воронова тією історією, вимагаючи змінити результати розслідування «Итексу». Депутат вигнав Мохова, в серцях погрожував вбити. Безсумнівно, головним підозрюваним у смерті Мохова і шофера є Воронов. Однак Турецький не вірить у винність депутата. Слідчий робить дивне припущення: можливо, Воронова намагався врятувати хтось із дуже близьких йому людей…
Смерть по оголошенню (2 серії) У місті Шанську діє злочинне угруповання, на чолі якої стоять власник охоронного підприємства «Меркурій» Димко і начальник місцевого УВС Садчиков. Вирішивши зайнятися торгівлею уживаними іномарками, вони відкрили автосервіс, директором якого призначили психічно хворого Віктора Корнєва. Саме він під виглядом покупця повинен заманювати власників автомобілів в автосервіс і там передавати їх до рук убивці, а машини потім перепродувати. Відома естрадна співачка і наркоманка Інга Дроздова потрапляє в розставлену пастку. Однак Корнєв не здає її поплічникам, а ховає в «своєму» автосервісі. Розслідування справи про зникнення співачки доручено слідчому Генеральної прокуратури Олександру Борисовичу Турецькому. Він з'ясовує, що за останній час в одному місті зникло більше тридцяти автомобілів разом з їх власниками. Турецький відправляється в Шанськ…
Куля для повпреда (2 серії)
Молодший сержант міліції, повертаючись з самоволки в частину, стріляє по машині, що проїжджає мимо і вбиває повноважного представника президента Російської Федерації в одному з федеральних округів. Всі докази вказують на те, що це було ненавмисне вбивство: сержант був п'яний; не знав, кому стріляв; свою вину визнає повністю. Однак події відбулися напередодні виборів губернатора, тому правоохоронні органи починають сумніватися в цій версії. Генеральна прокуратура надсилає слідчого з особливо важливих справ з'ясувати всі подробиці. Олександр Турецький веде розслідування разом із співробітниками місцевої прокуратури. Незабаром він приходить до висновку, що у справі надто багато неясностей. По-перше, відсутня найважливіша доказ — автомобіль, з якого стріляли. По-друге, безслідно зник один зі свідків. По-третє, підкуплена дружина підозрюваного сержанта. Цілком очевидно, що версія про ненавмисному вбивстві відпадає. У Турецького народжується нове припущення: хтось намагається видати нещасний випадок за замовне вбивство. Хто і навіщо? Кому це вигідно? Подальше розслідування виводить Олександра Турецької на заступника губернатора місцевої області та його друга, начальника служби безпеки. Ці двоє викликають у слідчого ще більше підозр, коли він дізнається, що начальник служби безпеки був особистим охоронцем повпреда. Саме він сидів за кермом машини в той день, коли сталося вбивство.
Шериф у законі (2 серії).
У Володимирській області зафіксовано декілька зухвалих пограбувань церков і музеїв. Начальник районного УВС Ширяєв давно обіцяє знайти злочинців, але у нього це не виходить. Тим часом банда під керівництвом досвідченого рецидивіста Міхура готує чергове пограбування музею. Місцевий фермер — Ковригін — висліджує одного з злочинців по кличці Сава. Намагаючись самотужки його затримати, Ковригін отримує вогнепальне поранення і потрапляє в лікарню. Від фермера Турецький дізнається місцезнаходження Сави. За нібито «трагічне» випадковості під час затримання майор Ширяєв вбиває намагався втекти злочинця. Однак, використовуючи отримані докази, вдається встановити інших членів банди і необхідні для подальшого розслідування факти. Зокрема експерти визначають, що знайденим у загиблого саморобним домкратом зламувалися двері музеїв. Виготовили його за кресленнями з оригіналу, використовуваного в МНС. Подальший розшук дозволяє встановити причетність до злочинів колишнього співробітника МНС Філімонова, який і виводить Турецької на замовника розкрадання цінностей.
Кривава відпустка (2 серії)
Олександр Турецький з дружиною Іриною вирішують провести відпустку у її батьків в маленькому тихому Івановську. За фатальною випадковістю в цей же час в місті відбувається ряд звірячих вбивств. Є всі підстави підозрювати, що це справа рук маніяка. Місцева міліція безсила що-небудь зробити, адміністрація міста в розгубленості. Тоді мер Івановська вирішує «піти на уклін» до заїжджому слідчого і попросити його допомогти в пошуках злочинця. Жорстокі вбивства тривають. Черговий чоловік стає жертвою маніяка, а на місці злочину знаходять послання вбивці. Кількість загадок зростає, а відповіді на них досі не знайдені. Чого хоче убивця? За яким принципом він вибирає своїх жертв? Хто стане наступним?
При загадкових обставинах гине депутат Державної думи. Його обгорілу машину знаходять на узбіччі шосе, недалеко від МКАД. Всі докази вказують на те, що стався нещасний випадок. Перевірити цю версію доручають слідчому Турецькому. Олександр береться за справу і починає поступово «докопуватись» до істини. Виявляється, що це був не нещасний випадок, а спланована холоднокровне вбивство. Розслідування приводить Турецької в релігійну громаду, де він знайомиться з духовним лідером секти — батьком Іларіоном. Незабаром після цієї зустрічі одна з сектанток просить слідчого влаштувати їй втечу з громади. В обмін на це вона готова повідомити всю правду про діяльність Іларіона. Врятована жінка повідомляє Турецькому шокуючі факти злочинної діяльності духовного лідера. Її свідчення безцінні для слідства. Але тут противник завдає несподіваний удар: жінка безслідно зникає. Через деякий час пропадає і сам Турецький. Ірина, Грязнов і Меркулов здогадуються, що це зникнення пов'язане з діяльністю секти, і розробляють свій ризикований план порятунку Турецького.
Гра в кішки-мишки (2 серії)
Слава Грязнов поранений пострілом невідомого, вирішив затіяти гру в кішки-мишки". У прокуратурі вирішують прийняти правила гри і влаштовують Грязнову пишні «похорони». Здається, Турецького втягують у небезпечну гру.
Аптечний картель (2 серії)
Перестрілка в центрі Москви: три трупи і жодного свідка. За справу береться начальник МУРу полковник Грязнов. Дивною смертю вмирає бомж — на порозі аптеки. У його крові виявлено сліди невідомого наркотику. Справу доручають Турецькому.
Війна компроматів, або Фабрика мрій (2 серії)
Для заступника голови Центробанку Олексія Іванова настали чорні дні. У своєму електронному ящику він виявляє сфабриковані фотографії і загрозливий текст. Зловмисники вимагають його відставки. Іванов просить Турецького знайти того, хто його шантажує…
Я вбивця (2 серії)
Під час ранкової пробіжки суддю Бірюкова вбили з того ж пістолета, що і бізнесмена Каткова місяць тому. У Турецького відразу виникають підозри щодо дружини Каткова, але в цей час в міліцію з повинною є якийсь молодий чоловік…

### Повернення Турецького (2007)
Під час запобігання теракту в дитячому будинку знаменитий слідчий Турецький опиняється в епіцентрі вибуху. Олександру вдається вижити, але стан його здоров'я ставить під питання його подальшу роботу в прокуратурі. Особисті драми сищика тісно переплітаються з непередбачуваними подіями у життя його друзів і близьких. Зухвалі змови кримінальних структур і злочини бандитів-одинаків не можуть бути припинені без допомоги Турецького. У житті Олександра Турецького починається нова небезпечна смуга, адже приватний розшук — це робота для відчайдушних сміливців, готових боротися з світом злочинності і насильства навіть поодинці.
Серії:
Фільм 1. Справа Турецького (4 серії)
Знаменитий Турецький під час запобігання теракту в дитячому будинку дивом залишається живий: він упав у кому і був доставлений до лікарні. Дружина Турецького Ірина лежить в пологовому будинку на збереженні. Трагічна звістка призводить до втрати довгоочікуваного первістка. Денис, племінник В'ячеслава Грязнова, героїчно гине. Знайдений при Турецькому дивний амулет стає головною ниткою, яка призводить наслідок до колишнього легіонера-спецназівця Антона Плетньова. Він допомагає знайти ще одного господаря ангольського амулета — злочинця, що володіє гіпнозом і працює виключно з дітьми загиблих батьків. Сам Антон Плетньов пройшов суворі випробування. Помстившись за загибель дружини, він опинився в психіатричній лікарні на примусовому лікуванні, через що його син був відправлений до дитбудинку. 
Меркулов допомагає Плетньову повернути сина Васю. Антон стає новим співробітником «Глорії». До розслідування справи про вибух підключається однокурсник Турецького Петро Щоткін, якого висувають помилкове звинувачення за співучасть в організації теракту. За допомогою Меркулова Щоткін отримує можливість знайти справжніх спільників злочинців в прокуратурі. Разом з Антоном він ризикує собою, запобігаючи новий теракт. Тим часом у лікарні Ірині та Васі, які прийшли провідати хворого Турецького, загрожує неабияка небезпека. Користуючись тимчасовою безпорадністю Олександра, злочинець веде заручників в морг і звідти дзвонить Плетньову, щоб продиктувати свої умови. Але він явно недооцінив Турецького. У стані афекту чоловік піднімається з інвалідного крісла.
Дуплет (2 серії)
Через кілька місяців Турецький проходить комісію, де його визнають непридатним до подальшої службі. Це стає приводом для серйозного зриву. В цей же час здійснюють замах на генерала Свєнтицького, якого добре знає Плетньов. Антон приходить до Меркулову і просить взяти його в «Глорію»: він хоче вести розслідування цієї справи. Після того як на Свєнтицького роблять другий замах, до слідства вдається підключити Турецького. Антон вистежує Вертаева — торговця зброєю. Він вже робив замах на життя генерала кілька років тому. Всі факти вказують на винність Вертаева. Сержант Алфьоров як свідок підтверджує це. Але Турецький дізнається, що Алфьоров — коханець дружини генерала. Олександр починає підозрювати її.
Тріада (2 серії)
Наступною справою стає вбивство однокласника Миколи Меркулова. Він нібито став жертвою торгових розборок між китайцями. Однак ретельне розслідування показує, що справжній організатор вбивства — інший однокласник Меркулова по імені Павло, нині відомий диригент. Убитий був його спонсором, і музикант просто не захотів повертати вкладені в нього гроші. Антон знаходить сина Миколи. Його мати, підозрювана у вбивстві, віддала його на виховання в іншу сім'ю. Китайська мафія влаштовує свої розборки і заважає розслідуванню.
Журавлина (2 серії)
До Турецького звертається його давній знайомий Шумилов з проханням з'ясувати, хто намагався вкрасти його унікальну розробку нового імуномодулятора «Журавлина» (Клюква). У фірму впроваджується Плетньов в якості керівника охорони. Винуватцем злочину виявляється син Шумилова Гнат. З'ясовується, що його дівчина Настя та її коханець Інокентій Клочков підсадили молодої людини на наркотики і змусили пограбувати батька.
Він обіцяв повернутися (2 серії)
Ініціатором чергового розслідування стає Меркулов. До нього звертається друг, власник аеродрому, з проханням захистити від незрозумілих нападок екологічної міліції. На очах у Меркулова розбивається літак з директором рекламного агентства Кирилом Легейдо на борту. Зникає інструктор. Виявляється, що саме він розбився в літаку, оскільки був смертельно хворий і таким чином врятував від мук себе і своїх дружину та дочку. Кирило Легейдо свідомо вирішив перервати обридлу йому життя директора рекламного агентства і почати іншу, як громадянина Чехії.
На південь через південний захід (2 серії)
Турецький напивається і відправляється в Новоросійськ, де у нього живе тітка Валя. В поїзді у вагоні-ресторані, у нього крадуть всі гроші і документи. Турецький вистрибує з поїзда слідом за ним і в результаті погоні виявляється в станиці, де владу ділять козаки і бандити. Щоб врятувати своє життя, йому доводиться розслідувати справу про крадіжку «лівого» золота. Дві бандитські угруповання і непорядних міліціонерів затримують в момент паювання награбованого дорогоцінного металу.
Кінець світу (2 серії)
Турецький направляється до Новоросійська, туди ж їде і Плетньов, щоб знайти друга і прояснити ситуацію. Турецький дізнається, що тітка Валя в лікарні, а в місті сталася енергетична криза. Чоловіки з'ясовують, що аварія була підстроєна московськими конкурентами. Геніального хакера заарештовують на гарячому за допомогою дівчата Милі, у якої з Плетньовим намічається роман.
Брудна історія (2 серії)
Турецький і Плетньов збираються до Москви. Але Антон виявляється «під підпискою про невиїзд»: колишній спецназівець став свідком вбивства повії. Плетньов горить бажанням розібратися в цій загадковій справі. Турецький змушений йому допомагати. Наречений тітки Валі, бувалий моряк Сергій Іванович, розповідає про проблеми юнаки Кирила, у якого виявилася відеокасета із записом. Саме через неї і вбили повію. Спроба розшифрувати запис на касеті призводить наших детективів до господаря фальшивомонетного бізнесу.
Борг самурая (2 серії)
Ірина Турецька проводить тренінг у великій японській корпорації. Генеральний директор після вечірки проводжає її додому і просить дозволу зарядити мобільний. Потрапивши в квартиру, він ховає там мікрочип. Вранці в лісі знаходять обгорілий труп японця, а Ірині пред'являють звинувачення у вбивстві, адже вона остання бачила потерпілого і його машина стоїть біля її будинку. Обставини складаються так, що Турецький опиняється під арештом. Плетньов, Міла, Щоткін і Меркулов ведуть розслідування.
Граффер (2 серії)
Меркулов звертається за допомогою до Турецького і Плетньова. У Москві почастішали випадки вбивств іноземців. Всі сліди ведуть до угруповання скінхедів, але за ними явно варто хтось всемогутній . Плетньов і Щоткін виходять на художника графіті Андрія, у якого нещодавно вбили дівчину, індіанку за національністю. Молодий чоловік впроваджується в угрупування скінів з наміром помститися. Саме він виходить на керівника однієї з партій по прізвища Садчиков, який і фінансує бритоголових.
Кровник (2 серії)
У Плетньова викрадають сина Ваську. Самого Антона заарештовують за підозрою в подвійному вбивстві. Ясно, що це ретельно спланована підстава, з якою належить розібратися Турецькому, Меркулову та Щоткіну. Коли стає зрозуміло, хто стоїть за викраденням дитини, Плетньов різко рве відносини з Милою. Він наказує їй виїхати з міста і зникнути з його життя. Олександр Турецький йде на зустріч з Громовим, який вирішив убити хлопчика, поки Антон буде у в'язниці.

## В ролях

### Головні ролі
| Актор               | Роль |
| ------------------- | --- |
| Олександр Домогаров | Олександр Борисович Турецький Олександр Борисович Турецький — слідчий Генеральної прокуратури Російської Федерації в особливо важливих справах; старший радник юстиції (полковник) — державний радник юстиції 3 класу (генерал-майор); приватний детектив, співробітник детективного агентства «Глорія» |
| Володимир Ільїн     | В'ячеслав Іванович Грязнов В'ячеслав Іванович Грязнов — підполковник/полковник заст.начальника МУРа, генерал-майор міліції; начальник МУРа |
| Борис Невзоров      | Меркулов Костянтин Дмитрович Меркулов Костянтин Дмитрович — Заступник Генерального прокурора Російської Федерації, Державний радник юстиції 1 класу (генерал-полковник) |
| Марина Могилевська  | Ірина Миколаївна Турецька Ірина Миколаївна Турецька — дружина Олександра Турецького |
| Анатолій Журавльов  | Денис Грязнов Денис Грязнов племінник Грязнова, співробітник детективного агентства «Глорія» |
| Ніна Русланова      | Олександра Романова, Олександра Романова, полковник — генерал-майор міліції; начальник МУРа |
| Андрій Рогожин      | Ілля Олександрович Петров Ілля Олександрович Петров адвокат; колишній слідчий Генпрокуратури |
| Сергій Дорогів      | Антон Плетньов Антон Плетньов співробітник детективного агентства «Глорія»; колишній легіонер-спецназівець |
| Сергій Габріелян    | Петя Щоткін Петя Щоткін колега і однокурсник Олександра Турецького («Повернення Турецького»). |

### В інших ролях
| Актор                 | Роль                                                                                    |                            |
| --------------------- | --------------------------------------------------------------------------------------- | -------------------------- |
| Всеволод Шиловський   | генеральний прокурор Російської Федерації (1 сезон)                                     |                            |
| Олександр Потапов     | генеральний прокурор Російської Федерації (2 сезон)                                     |                            |
| Володимир Єрьомін     | полковник ФСБ Анічкін (2 сезон)                                                         |                            |
| Олександр Песков      | Сергій Соболєв (3 сезон)                                                                |                            |
| В'ячеслав Гришечкин   | Ісак Семенович Лекарський адвокат                                                       |                            |
| Борис Січкін          | крупний бізнесмен                                                                       |                            |
| Наталья Громушкіна    | Поліна Скиба актриса                                                                    | вбита кілером              |
| Олег Кавун            | Михайло Гаврилович Нечаєв віце-прем'єр                                                  |                            |
| Ія Нінідзе            | Ніно Вахтангівна Сімонішвіли                                                            |                            |
| Жанна Еппле           | Тамара наркодилер, племінниця Ніно                                                      |                            |
| Микола Лавров         | слідчий                                                                                 |                            |
| Олександр Дедюшко     | Альгіріс тілоохоронець Ніно                                                             | застрелений снайпером      |
| Дмитро Шевченко       | Віктор Фрязін                                                                           |                            |
| Олександр Ільїн       | Юрій Іванович Шабашов слідчий                                                           | вбитий вистрелом           |
| Альона Хмельницька    | Олена                                                                                   |                            |
| Дмитро Бруснікін      | Манченко                                                                                |                            |
| Роман Мадянов         | слідчий/small>                                                                          |                            |
| Леонід Громов         | Берман                                                                                  |                            |
| Володимир Стержаков   | Летунов директор авіазаводу                                                             |                            |
| Сергій Баталов        | Іван Макарович диспетчер (1 сезон); Ковригін, фермер (4 сезон)                          |                            |
| Евклід Кюрдзідіс      | Савельєв                                                                                |                            |
| Борис Щербаков        | Євгеній Миколайович Нікольський банкір                                                  | убит «Буржуем»             |
| В'ячеслав Езепов      | Сергій Полікарпович Сучков міністр з сировинних ресурсів                                | загинув у спланованому ДТП |
| Валерій Баринов       | Володимир Іванович Молчанов гендиректор концерн                                         |                            |
| Ігор Кашинцев         | колишній генерал КДБ                                                                    |                            |
| Валерій Афанасьєв     | Іван Петрович                                                                           |                            |
| Олександр Тютін       | Василь Кузьмін загинув                                                                  |                            |
| Микола Пастухов       | Тимофій Григорович Корженевський реставратор                                            |                            |
| Олександр Леньков     | Михайло Спірін поет-алкоголік                                                           |                            |
| Володимир Головін     | Валентин Миколайович Брагін авторитет «Буржуй»                                          | застрелений Грязновим      |
| Олександр Носик       | Олег Романов сопівробітник Адміністрації Президента, син керівника ГУВС міста Москви    |                            |
| Віктор Павлов         | Анатолій Сапожников депутат                                                             |                            |
| Володимир Балон       | Геннадій Карамишев він же авторитет «Призер»                                            |                            |
| Олександр Олешко      | Аркадій Вайнштейн працівник Ялтинської прокуратури                                      |                            |
| Дар'я Повереннова     | Катерина Петрівна Богачова                                                              |                            |
| Борис Романов         | Георгій Георгійович Константініді колекціонер (1 сезон); Соболєв (3 сезон)              |                            |
| Микола Чиндяйкін      | Виталий Александрович Бай Виталий Александрович Бай коллекционер                        |                            |
| Сергій Юшкевич        | Вадим Богданов                                                                          |                            |
| Ярослав Бойко         | Андрій Бєлєнький                                                                        |                            |
| Михайло Жигалов       | Михайл Романович Кравцов                                                                |                            |
| Віктор Вержбицький    | Фелікс Павлович Портнов гендиректор фірми «Москва-Net»                                  |                            |
| Олег Фомін            | Сергій Козлов                                                                           |                            |
| Генадій Назаров       | Андрій Горохов                                                                          |                            |
| Михайло Церишенко     | Ігор Михайлович Чиж начальник медслужби санаторію                                       |                            |
| Борис Клюєв           | Валентин Старевич голова Федерації хокею в Росії                                        |                            |
| Віктор Борцов         | Артем Макарович Протасов                                                                |                            |
| Сергій Маховіков      | Павло Бородін хокеїст                                                                   |                            |
| Георгій Мартиросян    | Ростислав Стриж голова Національного фонду спорту                                       |                            |
| Михайло Туманішвілі   | Патрик Норд генеральний менеджер команди «New York Wings»                               |                            |
| Олександр Пашутін     | Анатолій Романов                                                                        |                            |
| Людмила Арініна       | Мар'я Василівна                                                                         |                            |
| Любовь Матюшина       | Даша                                                                                    |                            |
| Олександр Наумов      | Ігор Сергійович Івасютін слідчий прокуратури (2-й сезон, фільм 6-й «Заколот генералів») |                            |
| Олексій Ванін         | Гоголєв (2-й сезон, фільм 10-й «Золотий выстріл»)                                       |                            |
| Ігор Фокін            | Макар (3-й сезон, фільм 8-й «Секта»)                                                    |                            |
| Леонід Євтиф'єв       | Мащенко (2-й сезон; фильм 11 «Имеются человеческие жертвы»)                             |                            |
| Андрій Панін          | Олексей «Скунс» (2-й сезон; фильм 12 «Оборотень»)                                       |                            |
| Константин Чепурін    | Караваєв (3 сезон)                                                                      |                            |
| Федір Добронравов     | Вєтров mall style="color:#54595d;">(3 сезон)                                            |                            |
| Дмитро Дюжев          | Саша-діджей (3 сезон)                                                                   |                            |
| Сергій Угрюмов        | Микола Мохов (3 сезон)                                                                  |                            |
| Олександр Устюгов     | Швейцар у казіно (3 сезон)                                                              |                            |
| Ігор Ясулович         | Кардіолог(3 сезон)                                                                      |                            |
| Олександра Флоринська | Каткова (3 сезон)                                                                       |                            |